# ریکو یامادا
ریکو یامادا (انگلیسی: Riku Yamada؛ زادهٔ ۱۵ آوریل ۱۹۹۸) بازیکن فوتبال اهل ژاپن است.